# Steven Berghuis
Steven Berghuis (Apeldoorn, 19 december 1991) is een Nederlands voetballer die doorgaans als vleugelaanvaller speelt. Hij tekende in juli 2021 een contract tot medio 2025 bij Ajax, dat circa 5,5 miljoen euro voor hem betaalde aan Feyenoord. Berghuis debuteerde in 2016 in het Nederlands voetbalelftal, waarmee hij deelnam aan het EK 2020 en het WK 2022. In 2025 verlengde hij zijn contract bij Ajax tot 30 juni 2027.

## Clubcarrière

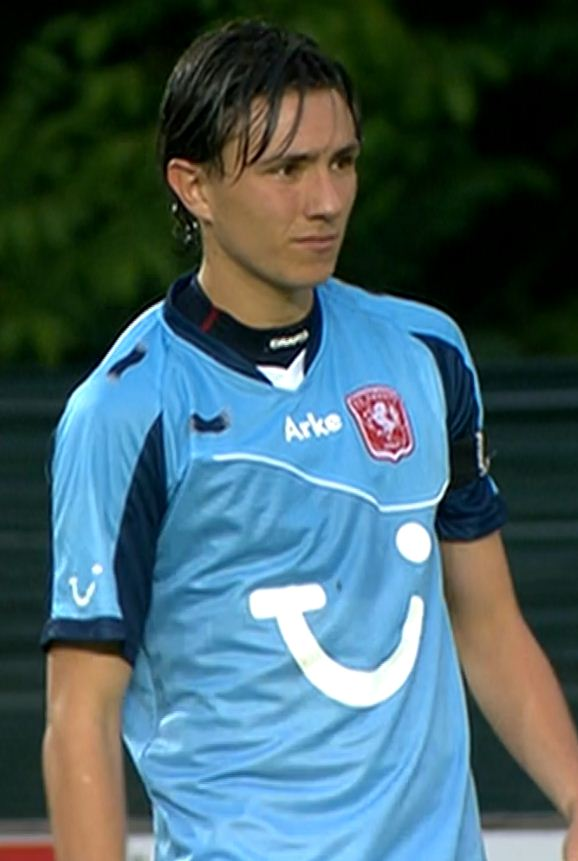
Berghuis tijdens zijn periode bij FC Twente.

### Jeugd
Berghuis debuteerde op vijftienjarige leeftijd in de Hoofdklasse voor WSV. Zijn vader, Frank Berghuis debuteerde ook op die leeftijd in de hoofdmacht van zijn amateurvereniging Apeldoornse Boys en speelde voor onder meer PSV en had één cap in het Nederlands elftal. Een paar jaar voor zijn debuut was Berghuis afgevallen voor de voetbalacademie van Vitesse/AGOVV toen hij in jeugd van de amateurs van AGOVV speelde. Vlak na zijn debuut voor WSV ging hij naar de jeugdopleiding van Go Ahead Eagles.

### FC Twente
In 2009 fuseerde de opleiding van de club met die van FC Twente/Heracles Almelo. Berghuis maakte als enige A-junior de overstap naar de A1, van wat vanaf dat moment Voetbalacademie FC Twente heette. Een jaar later tekende hij een tweejarig contract bij FC Twente en werd hij overgeheveld naar het beloftenelftal. In deze periode speelde hij ook in de Eerste divisie van het zaalvoetbal bij Oriënt Plaza uit Wijchen.
Op 19 januari 2011 debuteerde hij als speler van Jong FC Twente in het eerste elftal van de Tukkers. Tegen Heracles Almelo verving hij Ola John in de met 5–0 gewonnen wedstrijd. Het bleef dat seizoen bij één optreden.
In de zomer van 2011 was Berghuis een van de spelers van Jong FC Twente die de voorbereiding met het eerste elftal meemaakten. Door Alfred Schreuder en later Co Adriaanse werd hij regelmatig gebruikt in de eerste oefenduels. Begin juli werd hij door Adriaanse doorgeschoven naar de eerste selectie. Niet veel later tekende hij een nieuw contract, waarmee hij tot medio 2014 aan de club verbonden werd. In de verbintenis werd een optie voor een extra jaar opgenomen.
Op 30 juli won Berghuis zijn eerste prijs bij FC Twente. In de Amsterdam ArenA speelde hij tegen Ajax om de Johan Cruijff Schaal. Het werd 2–1. In deze wedstrijd werd Berghuis na een schwalbe van het veld gestuurd met een rode kaart aan het begin van de tweede helft (tweede keer geel). In de bekerwedstrijd van 21 september 2011 tegen VV Zwaluwen scoorde Berghuis zijn eerste treffers voor FC Twente. Hij maakte vier doelpunten die avond en zag zijn ploeg met 1-8 winnen.

### Verhuur aan VVV-Venlo
In de winterstop van seizoen 2011/12 werd besloten dat verhuur beter voor de ontwikkeling van Berghuis was. Nadat FC Twente Ola John had aangetrokken werd Berghuis aan VVV-Venlo verhuurd. Hier maakte hij slechts twee dagen later al zijn debuut en mocht tevens meteen in de basisopstelling staan. Deze wedstrijd werd tegen Feyenoord gespeeld en met 2–1 gewonnen door VVV-Venlo. Bij de Venlonaren speelde Berghuis regelmatig en wist zich uiteindelijk met de club via de play-offs te handhaven in de Eredivisie. Berghuis speelde totaal twintig wedstrijden voor de club en scoorde daarin viermaal. Twee daarvan maakte hij in de play-offs.

### AZ
AZ kwam in juni 2012 tot overeenstemming met FC Twente over een transfer van Berghuis. Een paar dagen later tekende hij een vijfjarig contract bij de club. Berghuis speelde in de volgende drie seizoenen meer dan zeventig competitiewedstrijden voor AZ, waarmee hij achtereenvolgens tiende, achtste en derde werd in de Eredivisie. Het laatstgenoemde resultaat betekende rechtstreekse plaatsing voor de UEFA Europa League. Berghuis won in het seizoen 2012/13 de KNVB beker met AZ. Hij kwam in drie rondes van het toernooi in actie dat jaar. In de finale kwam hij in de 74ste minuut in het veld als vervanger van Jóhann Berg Guðmundsson.

### Watford
Berghuis tekende in juli 2015 een contract tot medio 2019 bij Watford, dat in het voorgaande seizoen promoveerde naar de Premier League. Dat betaalde circa 6,5 miljoen euro voor hem.  Watford speelde het seizoen 2015/16 echter zonder vleugelspelers, terwijl Berghuis werd gekocht als rechtsbuiten. Hierdoor kwam hij in zijn eerste seizoen in negen competitiewedstrijden, allemaal als invaller, tot een totaal van 234 speelminuten.

### Feyenoord
Watford verhuurde Berghuis voor een jaar aan Feyenoord in hun kampioensjaar 2016/17 . Hij maakte zijn competitiedebuut voor de Rotterdamse club op zondag 7 augustus, toen hij in de 74ste minuut van het uitduel tegen FC Groningen (0–5) inviel voor aanvoerder Dirk Kuijt. Op 27 augustus scoorde hij zijn eerste goal voor Feyenoord, tegen Excelsior. Berghuis speelde in zijn eerste seizoen 37 officiële duels voor Feyenoord. Met zeven goals en zes assists in de Eredivisie had hij een belangrijk aandeel in het behalen van de vijftiende landstitel uit de clubgeschiedenis.
Berghuis tekende na het aflopen van de huurovereenkomst op 31 juli 2017 een vierjarig contract bij Feyenoord. De Rotterdamse club betaalde circa 6,5 miljoen euro voor hem aan Watford. Op 5 augustus 2017 won hij met zijn nieuwe club de Johan Cruijff Schaal 2017. Hij scoorde in de openingswedstrijd tegen FC Twente de winnende goal. Hij maakte op 13 september 2017 zijn debuut in de UEFA Champions League. In die wedstrijd verloor Feyenoord met 0–4 van Manchester City. Een paar weken later maakte hij zijn eerste goal in de Champions League tegen FK Sjachtar Donetsk. Ondanks het doelpunt van Berghuis, ging deze wedstrijd met 1–2 verloren. In het seizoen 2017/18 wist het Feyenoord van Berghuis beslag te leggen op de KNVB beker door in de finale AZ met 3–0 te verslaan. Berghuis stond die wedstrijd in de basis. Berghuis maakte dat seizoen achttien doelpunten en gaf de twaalf keer de assist.
Het seizoen daarna won Feyenoord, met Berghuis in de gelederen, de Johan Cruijff Schaal. Nadat de wedstrijd tegen PSV in een doelpuntloos gelijkspel eindigde, won Feyenoord de strafschoppenserie met 5–6. Berghuis wist zijn strafschop te benutten. In de Europa League dat seizoen lag Feyenoord met Berghuis er in de derde kwalificatie ronde al uit. Tegen AS Trenčín werd er over twee wedstrijden 5–1 verloren. Berghuis gaf wel de assist bij de Rotterdamse goal. Berghuis zou later in dat Eredivisieseizoen tot twaalf doelpunten en hetzelfde aantal assists komen. Feyenoord eindigde op de derde plaats. In de KNVB beker haalde Feyenoord de halve finale. Op weg naar die halve finale scoorde Berghuis eenmaal en gaf hij ook één assist.
Op 4 augustus 2019 verlengde Steven Berghuis zijn contract tot 2022. Feyenoord behaalde de groepsfase van de Europa League in het seizoen 2019/20. Daarin benutte Berghuis een strafschop tegen Young Boys. Op 15 december maakte hij zijn eerste hattrick voor Feyenoord tijdens een 3–1 overwinning op PSV, twee doelpunten kwamen vanaf elf meter. In maart 2020 volgde ook zijn tweede hattrick, in de halve finale van de KNVB beker tegen NAC Breda (7–1 winst). Opnieuw kwamen twee doelpunten vanaf de stip. De finale van dit toernooi werd niet gespeeld als maatregel tegen het verspreiden van het coronavirus. Berghuis maakte gedurende het seizoen 2019/20 in totaal vijftien doelpunten met zeven assists in de competitie. Hiermee werd hij ook voor het eerst topscorer van de Eredivisie, gedeeld met Cyriel Dessers. Daarnaast eindigde hij met vier doelpunten ook als topscorer in het bekertoernooi, gedeeld met Samy Bourard en Mike Trésor Ndayishimiye.

### Ajax
Berghuis tekende op 19 juli 2021 een contract tot medio 2025 bij Ajax, dat circa 5,5 miljoen euro voor hem betaalde aan Feyenoord. Die overgang leverde Steven Berghuis een hoop tumult op. Aanvankelijk leek de transfer in de rechtszaal te worden beslist. Uiteindelijk kwamen Ajax en Feyenoord een overgang overeen. In de nasleep van de transfer deed Berghuis aangifte wegens bedreigingen aan zijn adres. Hij maakte zijn officiële debuut in de wedstrijd om de Johan Cruijff Schaal 2021 op 7 augustus 2021 tegen PSV. In die wedstrijd overklaste PSV Ajax met 0-4. Op 15 september 2021 maakte Berghuis voor Ajax zijn eerste doelpunt in de UEFA Champions League tijdens de groepswedstrijd, uit tegen Sporting CP. Bij Ajax moest hij op de rechtsbuitenpositie de concurrentie aangaan met David Neres en Antony. Daarnaast kwam hij in aanmerking voor de positie van aanvallende middenvelder (nummer 10), waar hij concurreerde met Davy Klaassen. In de praktijk speelde hij het meest op de positie van aanvallende middenvelder, en hield hij Klaassen buiten de basis. Berghuis zelf stelde dat al zijn kwaliteiten op die positie goed tot uiting kwamen. Trainer Erik ten Hag uitte zich lovend over Berghuis als nummer 10, maar gaf hierbij ook aan dat zijn omschakeling van aanval naar verdediging nog beter zou kunnen. Met Ajax won hij alle zes poulewedstrijden in de UEFA Champions League, waarin hij drie keer scoorde. Na de winterstop speelde hij ook enkele wedstrijden op de positie van linker middenvelder. Dat seizoen werd hij landskampioen met Ajax.
In seizoen 2022/23 maakte hij op 22 oktober tegen RKC zijn 32ste doelpunt van buiten het strafschopgebied, meer dan iedere andere speler in de eredivisie deze eeuw. Opnieuw werd hij ingezet op drie posities: rechtsbuiten, aanvallende middenvelder, en centraal op het middenveld. Na afloop van dit seizoen werd hij door de supporters verkozen tot Ajacied van het jaar.
Het seizoen 2023/24 begon voor Berghuis met een schorsing. Hij moest de eerste drie speelronden aan zich voorbij laten gaan door een schorsing naar aanleiding van de slaande beweging die hij in mei had gemaakt naar een supporter van FC Twente. Vervolgens beleefde hij met Ajax een seizoen dat voor de club bijzonder slecht verliep.
In seizoen 2024/25 speelde Berghuis op het middenveld afwisselend met Kian Fitz-Jim en Davy Klaassen, en rechtsbuiten afwisselend met Bertrand Traoré. In februari verlengde hij zijn contract tot 30 juni 2027. Op 16 maart speelde hij zijn honderdste eredivisie-wedstrijd voor Ajax. Hij werd hiermee, na Arnold Scholten, de tweede speler die zowel voor Ajax als voor Feyenoord minimaal honderd keer in actie kwam.

## Clubstatistieken
| Seizoen        | Club           | Competitie     | Competitie | Competitie | Beker | Beker | Internationaal | Internationaal | Overig | Overig | Totaal | Totaal |
| Seizoen        | Club           | Competitie     | Wed.       | Dlp.       | Wed.  | Dlp.  | Wed.           | Dlp.           | Wed.   | Dlp.   | Wed.   | Dlp.   |
| -------------- | -------------- | -------------- | ---------- | ---------- | ----- | ----- | -------------- | -------------- | ------ | ------ | ------ | ------ |
| 2010/11        | FC Twente      | Eredivisie     | 1          | 0          | 0     | 0     | 0              | 0              | 0      | 0      | 1      | 0      |
| 2011/12        | FC Twente      | Eredivisie     | 7          | 1          | 2     | 4     | 5              | 0              | 1      | 0      | 15     | 5      |
| Clubtotaal     | Clubtotaal     | Clubtotaal     | 8          | 1          | 2     | 4     | 5              | 0              | 1      | 0      | 16     | 5      |
| 2011/12        | → VVV-Venlo    | Eredivisie     | 16         | 2          | —     | —     | —              | —              | 4      | 2      | 20     | 4      |
| Clubtotaal     | Clubtotaal     | Clubtotaal     | 16         | 2          | 0     | 0     | 0              | 0              | 4      | 2      | 20     | 4      |
| 2012/13        | AZ             | Eredivisie     | 23         | 0          | 3     | 0     | 1              | 0              | 0      | 0      | 27     | 0      |
| 2013/14        | AZ             | Eredivisie     | 25         | 8          | 5     | 1     | 7              | 0              | 4      | 1      | 41     | 10     |
| 2014/15        | AZ             | Eredivisie     | 22         | 11         | 2     | 0     | 0              | 0              | 0      | 0      | 24     | 11     |
| Clubtotaal     | Clubtotaal     | Clubtotaal     | 70         | 19         | 10    | 1     | 8              | 0              | 4      | 1      | 92     | 21     |
| 2015/16        | Watford        | Premier League | 9          | 0          | 2     | 0     | 0              | 0              | 0      | 0      | 11     | 0      |
| Clubtotaal     | Clubtotaal     | Clubtotaal     | 9          | 0          | 2     | 0     | 0              | 0              | 0      | 0      | 11     | 0      |
| 2016/17        | → Feyenoord    | Eredivisie     | 30         | 7          | 4     | 1     | 3              | 0              | 0      | 0      | 37     | 8      |
| 2017/18        | Feyenoord      | Eredivisie     | 31         | 18         | 5     | 4     | 6              | 1              | 1      | 0      | 43     | 23     |
| 2018/19        | Feyenoord      | Eredivisie     | 33         | 12         | 4     | 1     | 2              | 0              | 1      | 0      | 40     | 13     |
| 2019/20        | Feyenoord      | Eredivisie     | 24         | 15         | 4     | 4     | 10             | 3              | 0      | 0      | 38     | 22     |
| 2020/21        | Feyenoord      | Eredivisie     | 31         | 18         | 2     | 1     | 6              | 1              | 2      | 1      | 41     | 21     |
| Clubtotaal     | Clubtotaal     | Clubtotaal     | 149        | 70         | 19    | 11    | 27             | 5              | 4      | 1      | 199    | 87     |
| 2021/22        | Ajax           | Eredivisie     | 33         | 8          | 4     | 1     | 8              | 3              | 1      | 0      | 46     | 12     |
| 2022/23        | Ajax           | Eredivisie     | 29         | 9          | 4     | 0     | 8              | 2              | 1      | 0      | 42     | 11     |
| 2024/25        | Ajax           | Eredivisie     | 26         | 2          | 2     | 0     | 14             | 1              | 0      | 0      | 42     | 2      |
| 2025/26        | Ajax           | Eredivisie     | 0          | 0          | 0     | 0     | 0              | 0              | 0      | 0      | 0      | 0      |
| Clubtotaal     | Clubtotaal     | Clubtotaal     | 108        | 24         | 10    | 1     | 39             | 9              | 2      | 0      | 154    | 34     |
| Carrièretotaal | Carrièretotaal | Carrièretotaal | 360        | 116        | 43    | 17    | 79             | 14             | 15     | 4      | 493    | 151    |

Bijgewerkt t/m 9 augustus 2025.

## Interlandcarrière

### Onder 19
Berghuis debuteerde op 9 oktober 2009 voor Nederland onder 19. In het duel tegen Frankrijk wist hij tevens eenmaal te scoren. Nederland won met 4-2. Een paar dagen later pakte Berghuis zijn tweede cap voor het jeugdelftal. In een krachtmeting met Italië mocht hij in de tweede helft invallen. Het duel eindigde in een 1-1 gelijkspel. In de zomer van 2010 werd Berghuis door bondscoach Wim van Zwam opgenomen in de selectie voor het EK onder 19 in Frankrijk. In het tweede groepsduel kreeg hij tegen Engeland zijn eerste speelminuten van het toernooi. In de basisformatie startte hij als linksbuiten en scoorde al na zes minuten met het hoofd.

### Jong Oranje
In mei van 2011 ontving Berghuis zijn eerste uitnodiging voor Jong Oranje. Bondscoach Cor Pot selecteerde hem voor oefenduels tegen Jong Israël en Jong Albanië. Deze duels waren ter voorbereiding op de kwalificatie voor het EK 2013. In het eerste duel tegen Israël begon Berghuis gelijk in de basis en scoorde tevens zijn eerste treffer. Uit een vrije trap zette hij Oranje op voorsprong. Ook tegen Albanië stond Berghuis in de basiself en scoorde hij wederom uit een vrije trap.

### Nederlands elftal

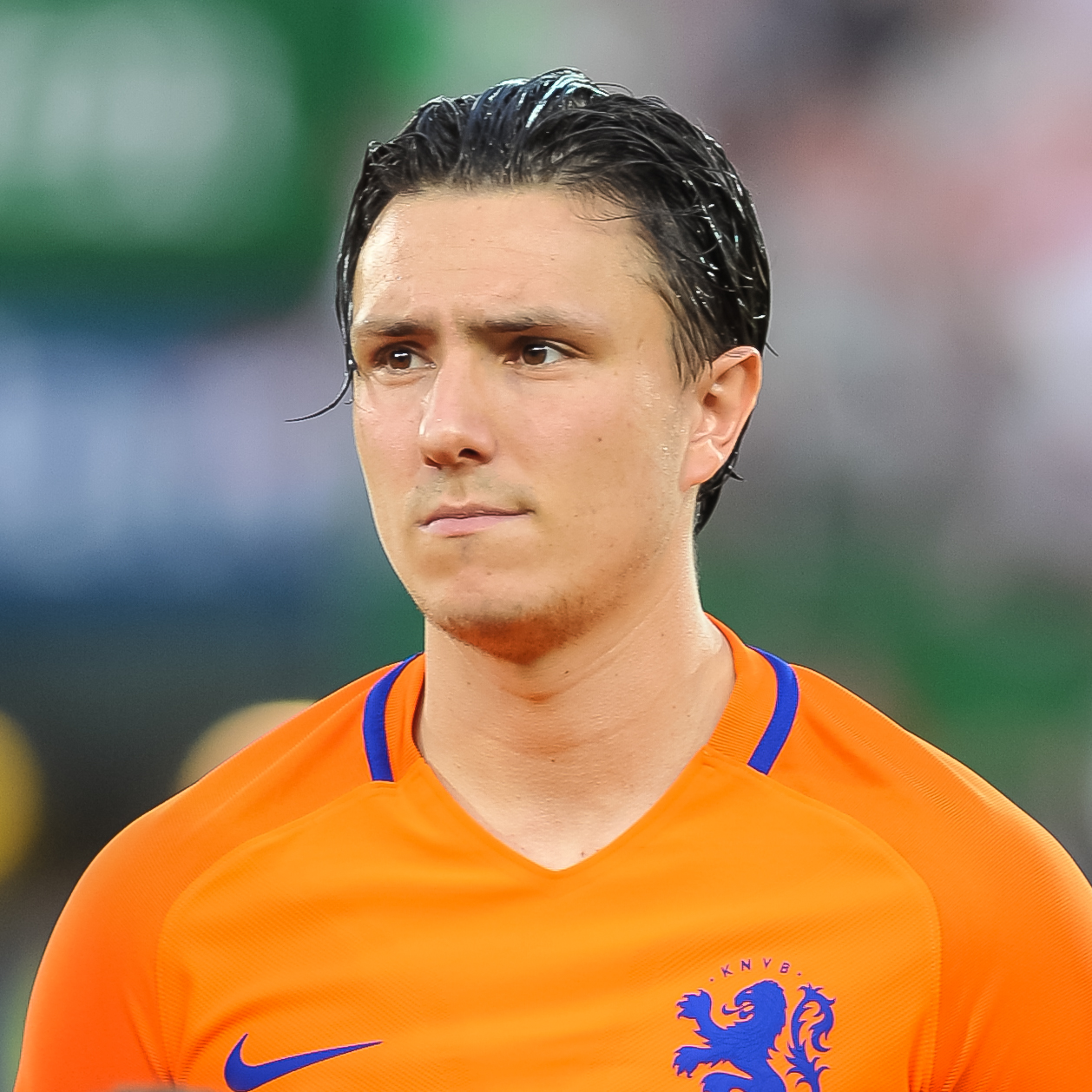
Berghuis met het Nederlands Elftal in 2016

Bondscoach Guus Hiddink nam Berghuis op 15 mei 2015 voor de eerste keer op in de selectie van het Nederlands elftal. De andere debutant was aanvallende middenvelder Tjaronn Chery van FC Groningen. Beiden maakten deel uit van een dertigkoppige selectie, maar kwamen niet in actie tijdens een oefenduel tegen de Verenigde Staten (3-4) op vrijdag 5 juni in de Amsterdam ArenA. In tegenstelling tot Chery viel Berghuis niet af voor een duel van Oranje uit tegen Letland, op vrijdag 12 juni in Riga. Op 27 mei 2016 maakte Berghuis zijn daadwerkelijke debuut voor het Nederlands elftal, in een vriendschappelijk duel in en tegen Ierland (1-1). Hij viel een half uur voor tijd in voor Memphis Depay. Berghuis werd daarmee de negende Oranje-international in de geschiedenis wiens vader ook in het Nederlands elftal speelde. Vijf dagen later kreeg hij zijn eerste basisplaats in het Nederlands elftal, tijdens een met 1-2 gewonnen oefeninterland in en tegen Polen, waarbij hij ook gelijk zijn eerste assist gaf. 3 dagen later stond hij opnieuw in de basis tegen Oostenrijk en ook gaf hij opnieuw een assist. Drie maanden later werd Berghuis ook geselecteerd voor de vriendschappelijke wedstrijd tegen Griekenland en in het duel met Zweden voor de WK-kwalificatie. Nadat hij niet geselecteerd werd voor de wedstrijden tegen Wit-Rusland en Frankrijk, werd hij dat wel voor de wedstrijden tegen België en Luxemburg. Hij zat negentig minuten op de bank tegen de zuiderburen en speelde een helft tegen Luxemburg. In de gewonnen wedstrijden tegen Marokko (1-2) en Luxemburg (5-0) in 2018 kwam de vleugelspeler in beide wedstrijden tot speelminuten. Pas aan het eind van dat jaar werd hij weer geselecteerd. Tegen Roemenië kwam een van de grootste successen van Berghuis bij het Nederlands elftal, toen hij alle assists gaf bij een 3-0 zege.
Onder nieuwe bondscoach Ronald Koeman werd Berghuis ook geselecteerd. Hij speelde in 2018 enkele malen als invaller in vriendschappelijke wedstrijden. Tijdens de in 2018 en 2019 gespeelde eerste editie van de UEFA Nations League werd hij echter niet meer in de selectie opgenomen.
Voor de kwalificatiewedstrijden voor het EK 2020 keerde hij terug in de selectie. Op 27 maart 2021 maakte hij tijdens de WK-kwalificatiewedstrijd tegen Letland in zijn 23ste interland, bijna vijf jaar na zijn debuut, zijn eerste doelpunt voor het Nederlands elftal. 
Tijdens het EK 2020, dat werd uitgesteld naar de zomer van 2021, mocht Berghuis invallen in twee van de vier gespeelde wedstrijden.
Berghuis werd geselecteerd voor het WK 2022. In de eerste wedstrijd tegen Senegal stond hij in de basis op de positie naast Frenkie de Jong, maar in de hierop volgende wedstrijden kregen Teun Koopmeiners en Marten de Roon de voorkeur boven Berghuis. Berghuis mocht invallen in de kwartfinale tegen Argentinië, maar miste een strafschop tijdens de beslissende strafschoppenserie.
| Interlands van Steven Berghuis voor Nederland | Interlands van Steven Berghuis voor Nederland | Interlands van Steven Berghuis voor Nederland | Interlands van Steven Berghuis voor Nederland | Interlands van Steven Berghuis voor Nederland | Interlands van Steven Berghuis voor Nederland |
| No.                                           | Datum                                         | Wedstrijd                                     | Uitslag                                       | Competitie                                    | Goals                                         |
| --------------------------------------------- | --------------------------------------------- | --------------------------------------------- | --------------------------------------------- | --------------------------------------------- | --------------------------------------------- |
|                                               |                                               |                                               |                                               |                                               |                                               |
| Als speler bij Watford FC                     |                                               |                                               |                                               |                                               |                                               |
| 1.                                            | 27 mei 2016                                   | Ierland – Nederland                           | 1 – 1                                         | Vriendschappelijk                             |                                               |
| 2.                                            | 1 juni 2016                                   | Polen – Nederland                             | 1 – 2                                         | Vriendschappelijk                             |                                               |
| 3.                                            | 4 juni 2016                                   | Oostenrijk – Nederland                        | 0 – 2                                         | Vriendschappelijk                             |                                               |
| Als speler bij Feyenoord                      | Als speler bij Feyenoord                      | Als speler bij Feyenoord                      | Als speler bij Feyenoord                      | Als speler bij Feyenoord                      | 2                                             |
| 4.                                            | 1 september 2016                              | Nederland – Griekenland                       | 1 – 2                                         | Vriendschappelijk                             |                                               |
| 5.                                            | 6 september 2016                              | Zweden – Nederland                            | 1 – 1                                         | Kwalificatie WK 2018                          |                                               |
| 6.                                            | 13 november 2016                              | Luxemburg – Nederland                         | 1 – 3                                         | Kwalificatie WK 2018                          |                                               |
| 7.                                            | 28 maart 2017                                 | Nederland – Italië                            | 1 – 2                                         | Vriendschappelijk                             |                                               |
| 8.                                            | 31 mei 2017                                   | Marokko – Nederland                           | 1 – 2                                         | Vriendschappelijk                             |                                               |
| 9.                                            | 4 juni 2017                                   | Nederland – Ivoorkust                         | 5 – 0                                         | Vriendschappelijk                             |                                               |
| 10.                                           | 9 november 2017                               | Schotland – Nederland                         | 0 – 1                                         | Vriendschappelijk                             |                                               |
| 11.                                           | 14 november 2017                              | Roemenië – Nederland                          | 0 – 3                                         | Vriendschappelijk                             |                                               |
| 12.                                           | 26 maart 2018                                 | Nederland – Portugal                          | 3 – 0                                         | Vriendschappelijk                             |                                               |
| 13.                                           | 31 mei 2018                                   | Slowakije – Nederland                         | 1 – 1                                         | Vriendschappelijk                             |                                               |
| 14.                                           | 4 juni 2018                                   | Italië – Nederland                            | 1 – 1                                         | Vriendschappelijk                             |                                               |
| 15.                                           | 9 september 2019                              | Estland – Nederland                           | 0 – 4                                         | EK-kwalificatie 2020                          |                                               |
| 16.                                           | 16 november 2019                              | Noord-Ierland – Nederland                     | 0 – 0                                         | EK-kwalificatie 2020                          |                                               |
| 17.                                           | 7 oktober 2020                                | Nederland – Mexico                            | 0 – 1                                         | Vriendschappelijk                             |                                               |
| 18.                                           | 11 oktober 2020                               | Bosnië en Herzegovina – Nederland             | 0 – 0                                         | UEFA Nations League 2020/21                   |                                               |
| 19.                                           | 11 november 2020                              | Nederland – Spanje                            | 1 – 1                                         | Vriendschappelijk                             |                                               |
| 20.                                           | 15 november 2020                              | Nederland – Bosnië en Herzegovina             | 3 – 1                                         | UEFA Nations League 2020/21                   |                                               |
| 21.                                           | 18 november 2020                              | Polen – Nederland                             | 1 – 2                                         | UEFA Nations League 2020/21                   |                                               |
| 22.                                           | 24 maart 2021                                 | Turkije – Nederland                           | 4 – 2                                         | Kwalificatie WK 2022                          |                                               |
| 23.                                           | 27 maart 2021                                 | Nederland – Letland                           | 2 – 0                                         | Kwalificatie WK 2022                          | 32'                                           |
| 24.                                           | 30 maart 2021                                 | Gibraltar – Nederland                         | 0 – 7                                         | Kwalificatie WK 2022                          | 42'                                           |
| 25.                                           | 2 juni 2021                                   | Nederland – Schotland                         | 2 – 2                                         | Vriendschappelijk                             |                                               |
| 26.                                           | 6 juni 2021                                   | Nederland – Georgië                           | 3 – 0                                         | Vriendschappelijk                             |                                               |
| 27.                                           | 21 juni 2021                                  | Noord-Macedonië – Nederland                   | 0 – 3                                         | Groepsfase EK 2020                            |                                               |
| 28.                                           | 27 juni 2021                                  | Nederland – Tsjechië                          | 0 – 2                                         | Achtste finale EK 2020                        |                                               |
| Als speler bij AFC Ajax                       |                                               |                                               |                                               |                                               |                                               |
| 29.                                           | 1 september 2021                              | Noorwegen – Nederland                         | 1 – 1                                         | Kwalificatie WK 2022                          |                                               |
| 30.                                           | 4 september 2021                              | Nederland – Montenegro                        | 4 – 0                                         | Kwalificatie WK 2022                          |                                               |
| 31.                                           | 7 september 2021                              | Nederland – Turkije                           | 6 – 1                                         | Kwalificatie WK 2022                          |                                               |
| 32.                                           | 8 oktober 2021                                | Letland – Nederland                           | 0 – 1                                         | Kwalificatie WK 2022                          |                                               |
| 33.                                           | 11 oktober 2021                               | Nederland – Gibraltar                         | 6 – 0                                         | Kwalificatie WK 2022                          |                                               |
| 34.                                           | 26 maart 2022                                 | Nederland – Denemarken                        | 4 – 2                                         | Vriendschappelijk                             |                                               |
| 35.                                           | 29 maart 2022                                 | Nederland – Duitsland                         | 1 – 1                                         | Vriendschappelijk                             |                                               |
| 36.                                           | 3 juni 2022                                   | België – Nederland                            | 1 – 4                                         | UEFA Nations League 2022/23                   |                                               |
| 37.                                           | 11 juni 2022                                  | Nederland – Polen                             | 2 – 2                                         | UEFA Nations League 2022/23                   |                                               |
| 38.                                           | 22 september 2022                             | Polen – Nederland                             | 0 – 2                                         | UEFA Nations League 2022/23                   |                                               |
| 39.                                           | 25 september 2022                             | Nederland – België                            | 1 – 0                                         | UEFA Nations League 2022/23                   |                                               |
| 40.                                           | 21 november 2022                              | Senegal – Nederland                           | 0 – 2                                         | Groepsfase WK 2022                            |                                               |
| 41.                                           | 25 november 2022                              | Nederland – Ecuador                           | 1 – 1                                         | Groepsfase WK 2022                            |                                               |
| 42.                                           | 29 november 2022                              | Nederland – Qatar                             | 2 – 0                                         | Groepsfase WK 2022                            |                                               |
| 43.                                           | 9 december 2022                               | Nederland – Argentinië                        | 2 – 2                                         | Kwartfinale WK 2022                           |                                               |
| 44.                                           | 24 maart 2023                                 | Frankrijk – Nederland                         | 4 – 0                                         | Kwalificatie EK 2024                          |                                               |
| 45.                                           | 27 maart 2023                                 | Nederland – Gibraltar                         | 3 – 0                                         | Kwalificatie EK 2024                          |                                               |
| 46.                                           | 10 september 2023                             | Ierland – Nederland                           | 1 – 2                                         | Kwalificatie EK 2024                          |                                               |

Bijgewerkt op 10 september 2023.

## Erelijst
FC Twente
- Johan Cruijff Schaal: 2011

 AZ
- KNVB beker: 2012/13

 Feyenoord
- Eredivisie: 2016/17
- KNVB beker: 2017/18
- Johan Cruijff Schaal: 2017, 2018

 Ajax
- Eredivisie: 2021/22

Individueel
- Topscorer Eredivisie: 2019/20 (15 doelpunten, gedeeld met Cyriel Dessers)
- Topscorer KNVB Beker: 2019/20 (4 doelpunten, gedeeld met Samy Bourard en Mike Trésor)
- Eredivisie elftal van het seizoen: 2017/18[31]
- Legioen Speler van het Seizoen: 2017/18[32]
- Eredivisie speler van de maand: september 2017,[33] december 2017[34]

## Privé
Berghuis is de zoon van oud-voetballer Frank Berghuis, die één interland speelde voor het Nederlands elftal. Daarmee zijn Steven en Frank Berghuis een van de tien vader en zoons die voor het Nederlands elftal uitkwamen. Ook de jongere broer van Steven, Tristan Berghuis, is actief in het voetbal, als speler en trainer.
Berghuis kreeg met zijn vriendin twee dochters.